# 俵信之
俵 信之（たわら のぶゆき、1964年9月22日 - ）は日本の元競輪選手、自転車競技選手。
北海道函館市出身（旭川市生まれ）。日本競輪学校（当時）第53期生。現役時代は日本競輪選手会北海道支部所属（元支部長）。師匠は新井雄司。初出走は1984年5月3日の函館競輪場で初勝利も同日。血液型はO型。

## 自転車競技での戦績
函館大谷高等学校在学中から自転車競技ジュニア世界選手権のスプリント種目に出場し、競輪選手としてデビュー後の1986年には、世界選手権自転車競技大会のスプリント種目に初出場し、中野浩一・松井英幸に次いで3位に入賞。翌年1987年の同大会では優勝し、前年までの中野のV10に続く日本人選手V11を達成した。

## 競輪選手としての戦績
競輪選手としては1984年にデビュー。1986年に競輪祭新人王戦で優勝し、1990年には日本選手権競輪で優勝し特別競輪（現在のGI）も制覇した。1991年に弥彦競輪場で行なわれたふるさとダービー（GII）でも優勝している。
1993年には全ての特別競輪（現在で言うGIレース）で決勝戦まで勝ち上がり、特別表彰を受けている。現在においても国際大会で優勝した後に国内の特別競輪を優勝したのは、中野浩一と俵の2人だけである。
その後は衰えもあり、2018年上期からA級3班に降格。5月27日の別府FIIが最後のレースとなった。同年6月4日で現役引退を表明。地元函館GIIIの開催最終日である翌5日の7R終了後に場内で引退セレモニーを実施しバンクを去った。
2018年6月18日、選手登録消除。通算2629戦419勝、優勝52回（うちGIは競輪祭新人王を含め2回）。通算獲得賞金は9億7,644万5,133円。

## 主な獲得タイトル
- 1986年 - 競輪祭新人王戦（小倉競輪場）
- 1990年 - 日本選手権競輪（平塚競輪場）

## エピソード
- 1000mTTで日本人として初めて1分5秒を切る1分4秒92の日本記録を打ち立てた。
- 2019年、競輪評論家である山口幸二からオファーを受け、第62回オールスター競輪4日目（8月17日）第5レース終了後に行われた「KEIRINレジェンドエキシビションII」にて1年ぶりにバンクを出走[4][5]。
- 後輩の伏見俊昭曰く、現役時代は「北日本のボス」。特に若手選手には厳しく、レースで連係する際は常に先行での勝負しか許さなかったほどで、有坂直樹などは連係に失敗した際は（俵から）逃げ回っていたという[6]。